# Vittorio Vettori
Vittorio Vettori (Strada in Casentino, 24 dicembre 1920 – Firenze, 10 febbraio 2004) è stato un poeta, scrittore, critico letterario e dantista italiano. Tra gli intellettuali di spicco del dopoguerra, fu autore di numerose opere, che spaziano dalla critica letteraria, alla poesia, alla filosofia.

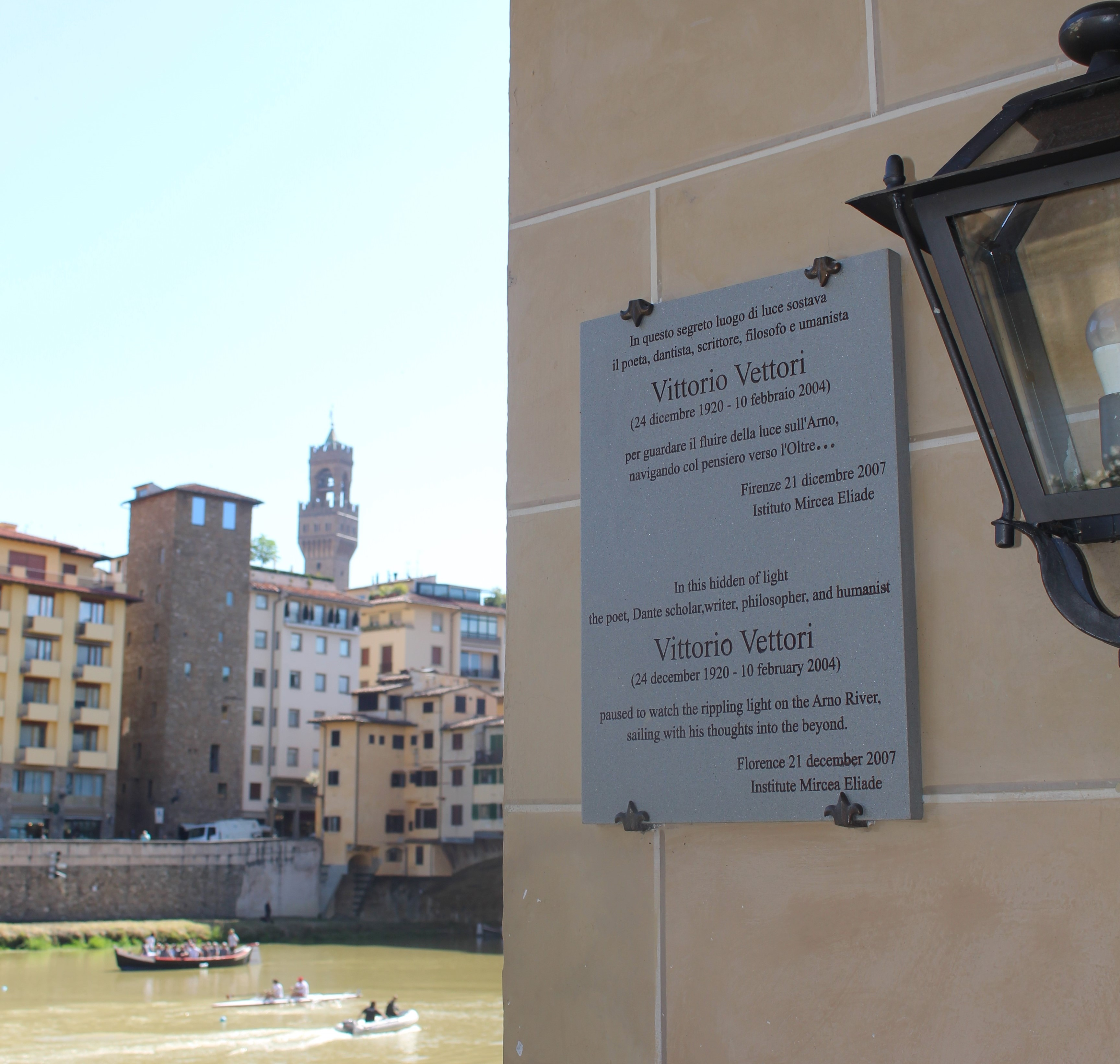
Il ricordo di Vittorio Vettori in un luogo da lui frequentato

Profondo conoscitore del pensiero letterario e filosofico del Novecento; è stato autore di oltre 150 titoli di testi. Si è occupato anche di Dante Alighieri e delle varie esperienze poetiche che hanno segnato la storia di Firenze, fino alle avanguardie del secolo scorso.

## Biografia
Dopo l'armistizio di Cassibile del settembre 1943, ha aderito alla Repubblica Sociale Italiana.
Nel dopoguerra, dopo la pubblicazione del saggio Fascismo postumo e postfascismo con Guanda nel 1948, emergono gli interessi poetici e quelli storico-filosofici. Pubblica Poesia a Campaldino, a Pisa nel 1950, e nel 1951 fonda la rivista Studi gentiliani, cui seguiranno un testo su Benedetto Croce e dal 1966 tre volumi su Giovanni Gentile. Alla fine degli anni '50 aderisce all'Istituto nazionale di studi politici ed economici.
Premio internazionale Fides per il suo primo romanzo (L'amico del Machia), ha poi scritto alcuni libri di viaggio e una guida del Casentino (Amoroso viaggio in terra francescana: itinerario casentinese illustrato), la sua terra natale. Dopo l'esperienza della rivista Revisione (1972-1986), viene eletto presidente dell'Accademia Casentinese. 
È stato anche tra i fondatori del Premio letterario Casentino con Carlo Coccioli, Carlo Emilio Gadda, Nicola Lisi e Dante Ricci e presidente della giuria letteraria del Premio Firenze.
Animatore instancabile delle conversazioni allo storico caffè letterario delle Giubbe rosse a Firenze, è stato legato da un lungo sodalizio all'editore pisano Giardini.
È stato presidente dell'Accademia Pisana dell'Arte-Sodalizio dell'Ussero, segretario generale dell'Associazione «Amici della Rassegna di Cultura e vita scolastica» (di cui ha curato la rivista ufficiale), Membre d'honneur della Société libre de poésie di Parigi e fondatore nonché direttore della «Lectura Dantis Internazionale» di Pisa. Ha curato la terza pagina del quotidiano livornese Il Telegrafo. Tra i giornali e le riviste cui ha collaborato vi sono Primato, ABC, Il Tempo, Il Piccolo, Il Veltro, Ausonia, Persona, Cultura e scuola, Dialoghi, Intervento, Secolo d'Italia.
Ha intrecciato relazioni lavorative e amicali con scrittori e filosofi della più diversa estrazione e provenienza: Piero Bargellini, Jorge Luis Borges, Giuseppe Bottai, Mircea Eliade, Vintilă Horia, Ernst Jünger, Giuseppe Prezzolini, Ezra Pound, Carl Schmitt e Léopold Sédar Senghor. La sua formazione prettamente umanistica e cristiana ha visto in Dante il suo 'Virgilio esistenziale', soggetto letterario di vari studi che hanno ottenuto consensi oltre i confini nazionali accreditandogli stima e prestigio.
Dal 2002 ha beneficiato della legge Bacchelli in quanto cittadino che ha «illustrato la Patria». Un anno dopo la morte, nel 2005 in Via delle Ruote, a Firenze, gli è stata dedicata una targa, che lo ricorda come scrittore, dantista, poeta ed umanista.

## Opere (selezione)

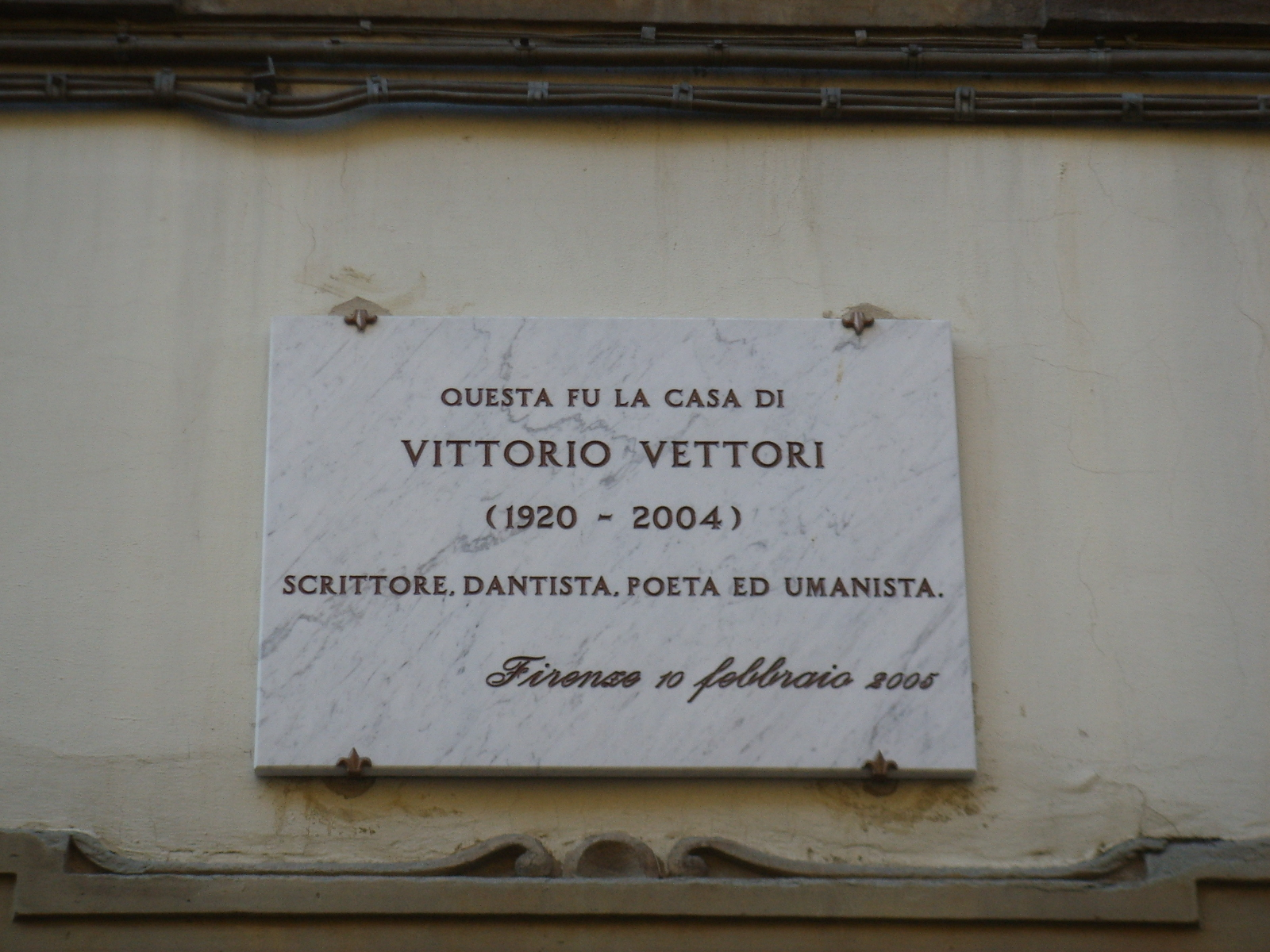
Targa dedicata a Vittorio Vettori (via delle Ruote, Firenze)

Vittorio Vettori fu autore di oltre duecento titoli, di cui molti tradotti all'estero. Le sue opere possono essere raggruppate in tre categorie: saggi, romanzi e curatele.

### Saggi
- Fascismo postumo e postfascismo, Guanda, 1948
- Amoroso viaggio in terra francescana, con Piero Bargellini, Firenze, Edizioni Alvernia, 1949.
- Benedetto Croce e gli studi contemporanei d'estetica e storia, Firenze, Editrice Universitaria, 1951
- Giovanni Gentile, Firenze, La Fenice, 1954
- Grandezza e attualità del Manzoni, 1955
- Maestro Dante, Milano, Marzorati, 1962
- Letture dell'"Inferno", Milano, Marzorati, 1963
- Il prologo della Commedia, Milano, Marzorati, 1963
- Antonio Aniante, Milano, Marzorati, 1965
- Letture del "Purgatorio", Milano, Marzorati, 1965
- Giovanni Gentile e il suo tempo, 1966
- Giovanni Papini, Torino, Borla, 1967
- Motivi di critica dantesca nella letteratura contemporanea, Roma, De Luca, 1967
- Antologia di Primato, Roma, De Luca, 1968
- Benedetto Croce e il rinnovamento della cultura nell’Italia del Novecento, 1970
- Letture del "Paradiso", Milano, Marzorati, 1970
- Carducci e dopo, 1971
- Mazzini o del futuro, 1972
- Petrarca e Boccaccio, 1975
- Gramsci e noi davanti al Duemila, 1977
- Pirandello europeo, 1980
- D’Annunzio e il mito del Superuomo, 1981
- Soffici novatore, 1981
- Dante in cielo, 1984
- Dalla parte di frate Sole, Milazzo, Spes, 1987
- Dino Campana oggi, 1987
- Eleusis: il libro delle chimere, Firenze, Nardini, 1988
- Dalla parte del Papa, Milano, Spirali, 1989
- Ultrasera, Firenze, Nardini, 1990
- Roma contro Roma, Milano, Spirali, 1991
- L'uomo bipolare e triunitario, Chieti, Solfanelli, 1991
- Dal cuor del cuore, Firenze, Nardini, 1993
- Sulla via dell'Arcangelo, Cesati, 1993
- Antipov, Milano, Spirali, 2002
- Marino Biondi e Alice Cencetti (a cura di), Civiltà letteraria cultura e filosofia, Firenze, Le Lettere, 2009.

### Romanzi e raccolte poetiche
- Acquadarno, 1965
- L'amico del Machia, Bologna, Cappelli, 1973
- Una lunga gioventù, Fossalta di Piave, Rebellato, 1981
- Diario apòcrifo di Aldo Moro prigioniero, 1982
- L'oro dei vinti, Roma, Volpe, 1983
- Il Vangelo degli Etruschi, Milazzo, Spes, 1985
- Diario segreto del Patriarca, 1993
- La notte e il giorno (1993), Nessuno e dintorni (1995) e Il Signore dei Post (1999) (scritti a quattro mani con la poetessa boliviana Ruth Cárdenas, cui fu legato sentimentalmente)
- Io, Pio XIII, 2001

### Curatele
- Arturo Onofri, Poesie d'amore, a cura di Arturo Onofri, Milano, Ceschina, 1959.
- Girolamo Comi, Sonetti e poesie, a cura di Vittorio Vettori, con uno scritto di Arnaldo Bocelli, Milano, Ceschina, 1960.
- Vintilă Horia, Quaderno italiano, a cura di Vittorio Vettori, Pisa, Giardini, 1962.
- Ezra Pound, Il fiore dei Cantos, con un saggio introduttivo di Vittorio Vettori, Pisa, Giardini, 1962.
- Franco Alfano, Dovrò lasciarti la mano, prefazione di Vittorio Vettori, Padova, Rebellato, 1970.
- Geno Pampaloni, Sul ponte tra Novecento e Duemila : otto studi e quindici divagazioni, a cura di Vittorio Vettori, Firenze, Giubbe Rosse, 1998.

## Premi e riconoscimenti
Per la sua attività di saggista, studioso e accademico, Vittorio Vettori ha ricevuto vari premi, tra cui sette premi della Cultura assegnati dalla presidenza del Consiglio dei ministri. È stato insignito inoltre dei seguenti premi:
- 1960: Premio Nazionale Letterario Pisa Poesia ex aequo con Massimo Grillandi[12];
- 1974: Premio internazionale Fides;
- Premio Calliope
- Premio Muse.